# Kosice (Czechy)
Kosice – gmina w Czechach, w powiecie Hradec Králové, w kraju hradeckim. Według danych z dnia 1 stycznia 2013 liczyła 326 mieszkańców.